# Syndrome de tachycardie orthostatique posturale
Pour les articles homonymes, voir STOP.
 Mise en garde médicale
Le syndrome de tachycardie orthostatique posturale (ou STOP ; en anglais : Postural orthostatic tachycardia syndrome, POTS) est une condition de dysautonomie, et plus précisément d'intolérance orthostatique, pour laquelle un changement de la position allongée à une position verticale provoque une augmentation anormalement élevée de la fréquence cardiaque, appelée tachycardie. Plusieurs études montrent une diminution du débit sanguin cérébral en raison d'une circulation sanguine cérébrale systolique et diastolique diminuée en vitesse de respectivement 44 % et 60 %. Les patients souffrant de POTS éprouvent ainsi des difficultés à maintenir l'homéostasie lors d'un changement de position, comme se déplacer d'une chaise à l'autre. Beaucoup d'entre eux connaissent aussi ces symptômes en position allongée ou sans même faire le moindre mouvement.
Le diagnostic et la prise en charge du syndrome a fait l'objet de la publication de recommandations. Celles, européennes, datent de 2019.

## Mécanismes et définition
Chez une personne normale, le passage en position debout entraîne une nouvelle répartition de la masse sanguine, avec près de 500 ml supplémentaires restant dans la partie inférieure de l'organisme. Par compensation, il y a stimulation du système sympathique et inhibition du système nerveux parasympathique. Il en résulte une accélération modérée de la fréquence cardiaque (gain de 10 à 20 battements par minute) et des modifications non significatives de la pression artérielle.
Chez un patient porteur d'un syndrome de tachycardie orthostatique, l'augmentation de la fréquence cardiaque est exagérée, supérieure à 30 battements par minute et survenant dans les 10 minutes du passage en position debout, sans baisse tensionnelle. Cette élévation est cependant variable durant la journée et maximale le matin. Chez l'enfant et l'adolescent, le seuil d'élévation est porté à 40 battements par minute.

## Terrain
Il s'agit essentiellement (dans 80 à 85 % des cas) de la femme adulte ou adolescente et le syndrome semble plus important en période de règles.
L'apparition du syndrome de tachycardie orthostatique posturale se manifeste également à la suite d'autres conditions associées :
- un malaise vagal, peut provoquer par POTS dans la mesure où ce dernier constitue une réponse cardiaque destinée à rétablir la perfusion cérébrale ;
- un syndrome de fatigue chronique chez des patients présentant des signes d'intolérance orthostatique ;
- certains patients atteints de fibromyalgie connaissent aussi parfois des symptômes de dysautonomie ;
- un syndrome d'Ehlers-Danlos peut également être à l'origine de POTS.

À l'inverse, le POTS peut être associé à d'autres troubles, parmi lesquels :
- le syndrome de l'intestin irritable[5] ;
- le syndrome des jambes sans repos chez certains patients ;
- une hyperlaxité ligamentaire[5] ;
- une anxiété ou une dépression légère, mais sans taux augmenté de formes graves[9].

Un petit pourcentage de cas pédiatriques ont également pu associer le POTS avec une perte de mémoire allant de légère à sévère.

## Symptômes
Les symptômes ont des niveaux de gravité différents selon les patients, pouvant même se révéler totalement invalidants pour certains, les empêchant d'avoir un travail (ou d'aller à l'école pour les enfants).
Parmi ces symptômes, on peut retrouver :
- des étourdissements (ou pré-syncope), voire une syncope ;
- une intolérance à l'effort ;
- une fatigue pouvant être associée avec une somnolence diurne[12] ;
- une soif excessive (polydipsie).

D'autres symptômes liés à l'hypoperfusion des tissus et des organes ainsi qu'à la dysautonomie provoquent également d'autres symptômes, parmi lesquels des maux de tête, des douleurs thoraciques, des acouphènes, une dyspnée ou des tremblements (hypoperfusion) et autres symptômes gastro-intestinaux additionnels (dysautonomie).
Le tout peut avoir comme conséquence une baisse de la qualité de vie.
L'examen clinique peut montrer une cyanose et une froideur des jambes et des pieds.

## Causes
Les causes de POTS ne sont à l'heure actuelle pas encore entièrement identifiées. La plupart des patients développent les symptômes liés durant l'adolescence au cours d'une période de croissance rapide, pour finalement retrouver une situation à peu près normale dans la mi-vingtaine. D'autres les voient apparaître consécutivement à une infection bactérienne ou virale comme la mononucléose ou une pneumonie, ou encore à la suite d'un traumatisme tel un accident de voiture ou une blessure. Les femmes pour leur part sont également susceptibles de développer un POTS pendant ou après une grossesse.
Le syndrome survient typiquement chez la femme jeune et atteint près de 500 000 personnes aux États-Unis. En France, le syndrome n'a été diagnostiqué que chez une centaine de patients et est donc considéré comme une maladie rare. 
Un terrain génétique est possible.
Jusqu'à présent, personne n'a pu fournir une explication à la survenue d'un POTS applicable à tous les patients. Les théories n'en restent cependant pas moins nombreuses :
- un dysfonctionnement des récepteurs Alpha peut survenir chez certains malades. Les récepteurs Alpha-1 causant une vasoconstriction périphérique lorsqu'ils sont stimulés, une hypersensibilité de ces derniers peut ainsi être à l'origine d'une dysautonomie[16] ;
- une hypersensibilité des récepteurs Bêta peut également survenir avec un état hyperadrénergique chez certaines personnes[17] ;
- un état hypercathécholergique peut également être un problème sous-jacent d'une intolérance orthostatique. Certains patients ont ainsi présenté une élévation significative des niveaux de dopamine en position verticale[18]. La norépiréphrine (ou noradrénaline) plasmatique libre tend également à s'élever chez ces mêmes patients[19] ;
- la réduction du retour veineux semble aussi être un des principaux mécanismes responsables des symptômes de POTS. Cette réduction peut être la résultante d'une hypovolémie (volume plasmatique bas) ou d'une diminution de la masse sanguine, avec un taux d'aldostérone paradoxalement bas[20] et un taux augmenté d'angiotensine 2[21] ;
- il existe une perturbation du système du NO nerveux mais pas celui de l'endothélium vasculaire[22] ;
- une dénervation sympathique au niveau des membres inférieurs a été retrouvée[23] ;
- une forme génétique a été décrite avec un déficit en une protéine transporteuse d'adrénaline[24]. L'inhibition médicamenteuse du transport de cette hormone entraîne d'ailleurs un syndrome proche de POTS[25].

## Diagnostic
Un syndrome de tachycardie orthostatique posturale peut être difficile à prouver et reste un diagnostic d'élimination. Un examen physique de routine ou les tests sanguins standards sont, en règle générale, normaux.
Un test d'inclinaison est généralement pratiqué, ainsi que la recherche d'un taux anormalement élevé de noradrénaline en position debout.

## Évolution
La disparition spontanée du syndrome se voit dans la moitié des cas au bout de un à trois ans.

## Traitement
La plupart des patients répondent à un seul et même type de traitement. Des changements dans les modes de vie sont également nécessaires pour tous. Parmi ceux-ci, consommer plus d'eau et éviter les situations déclencheuses du POTS comme trop rester debout ou avoir chaud. Certains patients peuvent toutefois se voir prescrire d'autres traitements, notamment par des médicaments.

### Alimentation
En matière de régime alimentaire, les personnes atteintes d'un POTS doivent ainsi se plier à quelques changements :
- boire davantage d'eau améliore les symptômes de presque tous les patients. Ceux-ci sont encouragés à boire au moins 2L d'eau ou d'autres liquides par jour ;
- l'alcool exacerbe de manière drastique tous les types d'intolérance orthostatique en raison de ses propriétés et actions de vasodilatation et de déshydratation. Celui-ci interagit par ailleurs de manière néfaste avec les médicaments prescrits en cas de POTS, sa consommation devant être dans l'idéal totalement proscrite ;
- la consommation de plusieurs repas par jour, mais frugaux, permet de réduire les symptômes gastro-intestinaux du fait de la moindre quantité de sang nécessaire dans l'abdomen ;
- augmenter l'apport en sel est un moyen de traitement utilisé chez de nombreuses personnes. Pouvant être ajouté dans les repas ou pris en comprimés, le sel permet de faire augmenter la pression artérielle chez les patients souffrant d'hypotension orthostatique en aidant l'organisme à retenir l'eau et ainsi augmenter le volume de sang. Il diminue l'accroissement de la fréquence cardiaque en position debout[27] ;
- manger des aliments à faible teneur en glucides peut aussi provoquer de légères améliorations aux symptômes du POTS ;
- enfin la caféine peut éventuellement aider certains patients en raison de ses effets stimulants, mais d'autres ont également signalé une aggravation de leurs symptômes à la suite de sa consommation.

### Physiothérapie et exercice
La physiothérapie et/ou l'exercice sont très importants pour maintenir la force musculaire et ainsi éviter le déconditionnement. Bien que de nombreux patients souffrant d'un POTS signalent des difficultés pour l'exercice, celui-ci reste néanmoins fortement conseillés, au moins sous une certaine forme, afin de contrôler les symptômes, faisant souvent mieux que les médicaments, et, éventuellement améliorer la condition physique. Entre autres, des exercices permettant d'améliorer la force des jambes et des abdominaux peut ainsi aider à l'amélioration de la pompe musculaire et donc prévenir l'accumulation de sang dans l'abdomen et les extrémités inférieures.
L'exercice aérobique pratiqué 20 minutes par jour, 3 fois par semaine, est parfois recommandé pour les patients pouvant le tolérer. Certaines modalités d'exercices peuvent en outre être plus supportables dans un premier temps, comme la pratique du vélo couché, ou la natation. Cependant, l'exercice à la verticale, si toléré par le patient, peut lui être très bénéfique à travers la formation orthostatique que celui-ci induit. Dans tous les cas, tous les programmes d'exercice soumis aux patients atteints de POTS doivent pouvoir débuter avec des exercices de faible intensité pendant une courte durée, avant de progresser lentement.
Une contention élastique veineuse des membres inférieurs peut être conseillée. En cas d'intolérance, une contention abdominale semble avoir une certaine efficacité.

### Médication
Plusieurs classes de médicaments offrent dans la plupart des cas le contrôle des symptômes mais aucun n'a une indication reconnue sur ce syndrome, du moins aux États-Unis. Les traitements doivent cependant être soigneusement testés en raison de leur sensibilité selon les patients qui répondront chacun de différentes manières à la thérapie. Le POTS, même s'il peut-être parfois invalidant, n'est pas une maladie grave engageant le pronostic vital ou susceptible de provoquer des complications. La mise en route d'un traitement médicamenteux peut toujours être responsable d'accidents ou d'effets indésirables plus ou moins sévère et la balance bénéfice-risque doit être soigneusement évaluée.
Dans la mesure du possible, il faut diminuer ou arrêter les médicaments susceptibles de faire baisser la tension artérielle.
Les bêta-bloquants non cardio-sélectifs, tel que le propranolol à petites doses sont eux aussi souvent prescrits en cas de POTS. Ces derniers agissent en bloquant les effets de l'adrénaline et de la noradrénaline libérées par le système nerveux autonome, tout en réduisant l'activité sympathique (voir Système nerveux sympathique et Système nerveux parasympathique) responsable de l'évolution de la fréquence cardiaque. Toutefois chez certains patients, les bêta-bloquants peuvent provoquer une aggravation des symptômes de départ. Ils sont en outre également dangereux pour les personnes souffrant d'asthme ou d'allergies. Les bêta-bloquants cardio sélectifs n'ont pas été validées dans ce syndrome.
La midodrine est également utilisée pour traiter l'hypotension orthostatique en tant que stimulant pour provoquer une vasoconstriction et augmenter ainsi la pression sanguine afin de permettre à davantage de sang de revenir à la partie supérieure du corps. Il est efficace dans le POTS. Son utilisation est néanmoins souvent interrompue en raison de ses effets secondaires indésirables et est connue pour provoquer des hypertensions en position allongée.
L'ivabradine obtient de bons résultats sur les symptômes. Cette molécule agit elle aussi sur la réduction de la fréquence cardiaque, mais de manière différente de celle des bêta-bloquants et des bloqueurs de canaux calciques.
La pyridostigmine, utilisée pour inhiber la dégradation de l'acétylcholine, et particulièrement efficace chez les patients présentant une activité sympathique excessive lorsque le médicament est bien toléré.
Les antidépresseurs, en particulier les inhibiteurs sélectifs de la recapture de la sérotonine (ISRS) peuvent être extrêmement efficaces dans la re-régulation du système nerveux autonome et dans l'augmentation de la tension artérielle. En parallèle, certaines études indiquent que les inhibiteurs de la recapture de la sérotonine et de la noradrénaline (IRSNa) sont encore plus efficaces[réf. souhaitée].
Les médicaments utilisés contre le trouble du déficit de l'attention et l'hyperactivité du déficit d'attention augmentent aussi les niveaux de dopamine et noradrénaline conduisant à une vasoconstriction.
Les médicaments agissant contre l'anxiété comme le Xanax (Alprazolam) peuvent éventuellement agir contre les déséquilibres de l'adrénaline habituellement constatée en cas de POTS.
D'autres médicaments ont été testés, parmi eux :
- la clonidine[5], chez les patients à l'activité sympathique réduite ;
- le disopyramide, médicament antiarythmique inhibant la libération d'adrénaline et de noradrénaline ;
- l'érythropoïétine, efficace pour traiter l'anémie par perfusion intraveineuse et augmenter le volume sanguin, mais peu utilisé en raison du danger d'augmentation de l'hématocrite et de son coût élevé ;
- la prégabaline, un anticonvulsivant s'étant révélé efficace dans le traitement de la douleur neuropathique ;
- la pseudoéphédrine et la phényléphrine, des décongestionnants augmentant la vasoconstriction et favorisant la libération d'adrénaline ;
- la théophylline, médicament habituellement indiqué contre les maladies respiratoires telles que la BPCO et l'asthme, mais parfois utilisé à faible dose chez des patients atteints de POTS puisque provoquant en outre une augmentation du débit cardiaque, de la pression sanguine, et stimulant la production d'adrénaline et noradrénaline. Toutefois, en raison de son index thérapeutique faible, la théophilline est ainsi connue pour provoquer une importante variété d'effets secondaires indésirables, pouvant même parfois s'avérer toxique ;
- la desmopressine est une hormone permettant la rétention d'eau par les reins et atténue les symptômes du POTS[35].

À noter que les femmes signalant une aggravation des symptômes au cours de leurs menstruations devront souvent utiliser des formes combinées (à la fois œstrogènes et progestatifs) de contraception hormonale afin de prévenir d'éventuelles modifications hormonales et une aggravation encore plus poussée de leur état.

## Historique
Le Syndrome de Tachycardie Orthostatique Posturale a été nommé et identifié par Ronald Schondorf et Phillip A. Low, en 1993. Le syndrome se retrouve toutefois décrit dans les études médicales depuis au moins 1940. L'hypertension associée au POTS a par ailleurs été dans un premier temps décrit comme « syndrome hyperadrénergique » par Streeten et comme « hypovolémie idiopathique » (idiopathic hypovolemia) par Fouad. Parallèlement, l'hypotension associée au POTS a été pour sa part initialement décrite comme la forme d'« hypotension à médiation neuronale » (neurally mediated hypotension) du STOP.